# Gephyromantis webbi
Gephyromantis webbi is een kikker uit de familie gouden kikkers (Mantellidae). De soort werd voor het eerst wetenschappelijk beschreven door Alice Georgie Cruickshank Grandison in 1953. De soort behoort tot het geslacht Gephyromantis. De soortaanduiding webbi is een eerbetoon aan Cecil Stanley Webb.

## Leefgebied
De kikker is endemisch in Madagaskar. De soort komt voor in het noordoosten van het eiland, rondom de Baai van Antongil en leeft op een hoogte van tot de 100 meter boven zeeniveau. De soort komt ook voor in nationaal park Masoala en het eilandje Nosy Mangabe.
Het leefgebied is minden dan 500 km² en de soort staat daarom ook als bedreigd op de IUCN Rode Lijst.

## Beschrijving
Mannetjes hebben een lengte van 22 tot 28 millimeter en vrouwtjes hebben een lengte van 28 tot 33 millimeter. De rug is groen met donkere vlekken en twee of drie donkere, dwarse banden. Hierdoor lijkt de soort op een steen bedekt met mos en zorgt het uiterlijk voor een schutkleur voor roofdieren. De buik is witachtig en half doorzichtig met op de keel enkele donkere vlekken. De achterpoten zijn donker gestreept. De huid op de rug is een beetje korrelig.

## Synoniemen
- Rhacophorus webbi Grandison, 1953
- Mantidactylus webbi (Grandison, 1953)